# Svenska klubben i Reval
Svenska klubben i Reval är en svensk klubb i Tallinn i Estland.
Redan 1920 kallades huset på Bredgatan 15 för "Svenska Klubben" och användes som lokal av föreningen Svenska odlingens vänner.

Den första egentliga klubben med namnet grundades av ett trettiotal riks- och finlandssvenskar den 6 december 1924 på hotell Kommerz. Klubben syfte var att "samla riks- och finlandssvenskar till bildande och sällskaplig samvaro i ändamål att stärka det inbördes gemensamma och fördjupa kärleken till det svenska språket och den svenska kulturen". Till ordförande valdes kontraktsprosten Erik Petzäll, vice ordförande och klubbmästare direktör Axel Holmqvist, sekreterare grosshandlare Olof de Verdier, kassaförvaltare Evald Hartman och krönikör Ingrid Ljungqvist-Melosch.
Svenska klubben återupprättades 2017 och har lokaler på Långgatan 9.